# Грегори, Лео
Лео Грегори (англ. Leo Gregory; род. 22 ноября 1978) — британский актёр и продюсер кино и телевидения.
Выпустил совместную коллаборацию с Английским брендом "WEEKEND OFFENDER" 
22.09.2022г

## Биография
Лео Грегори родился и вырос в Лондоне. Начал свою карьеру в кинематографе в 1992 году с выходом на экраны мелодрамы «Драгоценности», режиссёром которой стал известный американский сценарист и продюсер Роджер Янг. Он приобрёл популярность в 2000-х годах благодаря своему участию в таких фильмах и сериалах как «Безмолвный свидетель», «В дурмане», «Удар» и др. Всё изменилось в начале 2003 года когда на свет вышел фильм ужасов «Октан», где Лео удалось сыграть заметную роль, чем во всех предыдущих фильмах с его участием. Его фильмография включает более пятидесяти лент разного жанра.
В 2005 году победил в номинации «Armani Mania Man», присуждаемой журналом GQ уже восьмой год подряд. GQ: «Лео Грегори обладает всеми необходимыми для этого (победы — прим. автора) качествами — мужественностью, харизмой и индивидуальностью».
Лео, сыгравший роль Боввера в фильме «Хулиганы», окреп духом и стал ездить по странам мира и участвовать в уличных «махачах». Благодаря этому он смог написать книгу и снять собственный фильм о противостоянии фанатов двух шотландских грандов — «Селтика» и «Рейнджерс».

## Фильмография
- 2019 — Британский психопат (Avengement)
- 2014 — Северянин: Сага о викингах (Northmen: A Viking Saga) — Йорунд
- 2011 — Дикий Билл
- 2010 — Большой Я (Big I)
- 2010 — Изящество и опасность
- 2010 — Brett
- 2010 — Скинер
- 2008 — Касс
- 2009 — Гол-3 (Goal 3) — Чарли Брайтвейт
- 2006 — Идеальное создание (Perfect Creature)
- 2006 — Reverb
- 2006 — Тристан и Изольда (Tristan + Isolde) — Симон
- 2005 — В дурмане (Stoned) — Брайан Джонс
- 2005 — Хулиганы (Green Street Hooligans) — Bovver
- 2004 — Золотая Сьюзи (Suzie Gold)
- 2003 — Октан (Octane)
- 2002 — Присяжные (телесериал) (Jury, The)
- 2002 — Абердин (Aberdeen)
- 1996 — «Самсон и Далила»[англ.] (ТВ) (Samson and Delilah)